# Bremmersbruch
Das Naturschutzgebiet Bremmersbruch liegt auf dem Gebiet der Stadt Kempen im Kreis Viersen in Nordrhein-Westfalen. 
Das etwa 20,60 ha große Gebiet, das im Jahr 1990 unter Naturschutz gestellt wurde, erstreckt sich östlich des Flugplatzes Grefrath-Niershorst. 